# Jacob Albrecht von Sienen (der Ältere)
Jacob Albrecht von Sienen (* 30. März 1724 in Hamburg; † 22. August 1800 ebenda) war ein deutscher Jurist und Bürgermeister von Hamburg.

## Leben
Jacob Albrecht von Sienen wurde als Sohn des Kaufmannes Johannes von Sienen (* unbekannt; † 1744) und dessen Ehefrau Caecilia Maria (* unbekannt; † 1737), geb. Duve, geboren.
Er erhielt zu Hause Unterricht durch Hauslehrer, in erster Linie durch Georg Friedrich Richertz (1711–1773), der spätere Konrektor des Johanneum und Doktor der Medizin. Auf dem Akademischen Gymnasium hatte er dann Unterricht bei Michael Richey, Hermann Samuel Reimarus und Christoph Heinrich Dornemann (1682–1753).
Am 2. April 1743 ging er zum Studium an die Universität Leipzig, und besuchte dort die rechtswissenschaftlichen Vorlesungen von Gottfried Mascov. Aufgrund des Todes seines Vaters war er gezwungen, nach Hause zurückzukehren und das Studium zu unterbrechen. Nachdem er es später fortsetzen konnte und abschloss, reiste er durch Deutschland und Holland. In Holland, ließ er eine wissenschaftliche Abhandlung zu bestimmten Gesetzen in Druck gegeben und wurde daraufhin durch den Rektor Evert Jacob van Wachendorff am 29. Juni 1747 zum Lizentiaten und anschließend zum Doktor beider Rechte ausgerufen. Anschließend verfolgte er in Wetzlar am höchsten deutschen Gericht, dem Reichskammergericht, längere Zeit die Verhandlungen von Rechtsfällen und ließ sich dann 1748 in Hamburg für die nächsten 17 Jahre als Anwalt nieder.
Als Vincent Rumpff (1701–1781) als Nachfolger von Lucas Corthum das Bürgermeister-Amt erhielt und hierauf seine Senatorenstelle freimachte, wurde Jacob Albrecht von Sienen, der mit anderen Rechtskonsulenten zum Senator vorgeschlagen wurde, am 23. Januar 1765 als neuer Senator ausgelost. Im darauffolgenden Jahr übernahm er 1766 die Verwaltung als Amtmann in Ritzebüttel im dortigen Schloss. 1772 kehrte er nach Hamburg zurück und war im Stadtrat tätig. Nachdem am 28. März 1781 Vincent Rumpff verstarb, wurde Jacob Albrecht von Sienen als dessen Nachfolger zum Bürgermeister gewählt. Nach dem Tod des ältesten Bürgermeister Albert Schulte (1716–1786) übernahm er dessen erste Rolle in der Republik Hamburg und übte das Amt bis zu seinem Tod aus. Sein Nachfolger wurde Peter Hinrich Widow.
Jacob Albrecht von Sienen war mit Pauline Conradine, eine Tochter des Johann Conrad Steckelmann († 1733), Oberalter und Präses, verheiratet. Gemeinsam hatten sie drei Kinder:
- Johannes von Sienen (* 4. Mai 1767; † 5. Dezember 1845), Kaufmann;
- Jakob Albrecht von Sienen (* 25. Juni 1768 im Schloss Ritzebüttel; † 17. Januar 1837 in Hamburg), Senatssyndicus;
- Margarethe Caroline von Sienen (* 3. Dezember 1770; † unbekannt), verheiratet mit Johannes Carl Dürkop (* 4. Mai 1767; † unbekannt), Kaufmann.

## Ehrungen
Auf seinen Tod wurde ein Bürgermeisterpfennig geprägt.

## Werke
- Commentatio de tutore vel curatore. Traject, 1747.
- Johann Heinrich Helfrich; Jakob Albrecht von Sienen; Johann Matthias Michaelsen: Lieder und Gedichte zur Erbauung, zur Ermunterung und zum Vergnügen. Hamburg Michaelsen 1790.